# Corps-Nuds
Corps-Nuds è un comune francese di 2 910 abitanti situato nel dipartimento dell'Ille-et-Vilaine nella regione della Bretagna.

## Storia

### Simboli
Lo stemma è stato adottato dal consiglio comunale il 13 giugno 2015.
In precedenza era in uso uno stemma: di nero, a tre busti nudi di donna d'argento.

## Società

### Evoluzione demografica
Abitanti censiti